# Cattedrale di Cristo Re (Reykjavík)
La cattedrale di Cristo Re (in islandese: Dómkirkjan Krists Konungs), anche conosciuta come chiesa di Landakotstún (in islandese: Landakotskirkja), è il principale luogo di culto cattolico di Reykjavík, capitale dell'Islanda.
La chiesa è sede della cattedra vescovile della diocesi di Reykjavík, unica cattedrale della Chiesa cattolica in Islanda, situata nella parte occidentale della capitale.
Si celebrano messe in islandese, inglese, polacco e latino.

## Storia
I primi missionari cattolici giunti in Islanda dopo la Riforma, i francesi Bernard Bernard e Jean-Baptiste Baudoin, acquistarono nel 1859 un terreno con cascina a Reykjavík, dove si stabilirono.
Nella stessa area (Landakot) costruirono una piccola cappella nel 1864. Pochi anni dopo, fu eretta nei pressi (a Túngata) una piccola chiesa in legno dedicata al Sacro Cuore di Gesù. Dopo la prima guerra mondiale, con la creazione della prefettura apostolica (1923), i cattolici islandesi promossero la costruzione della cattedrale, sotto la guida del vescovo Martin Meulenberg. Il progetto fu affidato a Guðjón Samúelsson.
La cattedrale è stata consacrata il 23 luglio 1929 dal cardinale Willem Marinus van Rossum, inviato speciale di Papa Pio XI; porta il nome di Cristo Re, la cui festività è stata introdotta nel 1925.

## Descrizione

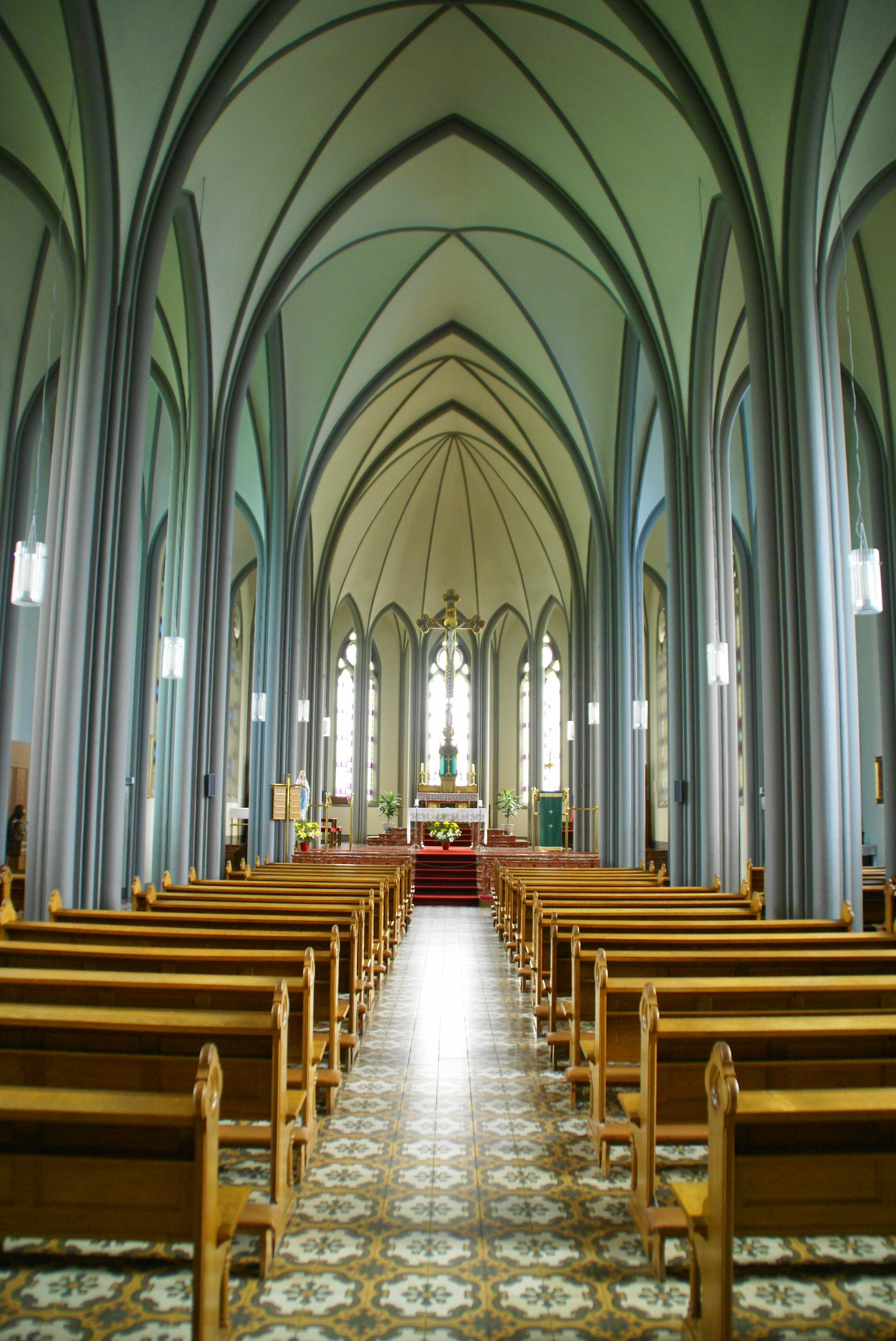
Interno

La chiesa, in stile nazionale islandese con elementi neogotici, è stata progettata da Guðjón Samúelsson, lo stesso architetto dell'Hallgrímskirkja di Reykjavík e dell'Akureyrarkirkja di Akureyri.
L'esterno è caratterizzato dalla torre campanaria, alla base della quale si trova il portale d'ingresso della chiesa. Nella cella campanaria, vi sono tre campane, dedicate rispettivamente a Cristo Re, alla Madonna e a San Giuseppe.
L'interno della chiesa presenta una pianta a croce latina. Sopra l'altare maggiore è posta la statua di Cristo, donata da papa Pio XI. Nella navata sinistra è collocata la statua di san Torlaco (proclamato patrono d'Islanda nel 1984). Le stazioni della Via Crucis, opere bavaresi del XIX secolo, sono dono del vescovo di Ratisbona, Rudolf Graber. Il crocifisso e la cattedra episcopale sono opera di Ríkhardur Jónsson.
L'organo a canne della cattedrale è stato costruito nel 1950 dalla ditta organaria danese Frobenius Orgelbyggeri. Lo strumento è a trasmissione integralmente meccanica ed ha tre tastiere di 61 note ciascuna e pedaliera concava di 30 note. Dispone di 30 registri.